# Argentera (Italie)
Pour les articles homonymes, voir Argentera.
Argentera (en français, L'Argentière) est une commune italienne de la province de Coni, dans le Piémont.

## Administration
| Période                                  | Période  | Identité        | Étiquette | Qualité |
| ---------------------------------------- | -------- | --------------- | --------- | ------- |
| juin 2009                                | En cours | Daniele Tallone |           |         |
| Les données manquantes sont à compléter. |          |                 |           |         |

### Hameaux
Bersezio (Bersas), Ferrere, Grange (village en ruine), Villaggio Primavera, Prinardo.

### Communes limitrophes
- Italie : Acceglio, Canosio, Pietraporzio ;
- France : Larche, Saint-Étienne-de-Tinée.